# Jean-Baptiste Hugues
Jean-Baptiste Hugues es un escultor francés nacido en Marsella en 1849 y fallecido en París en 1930.

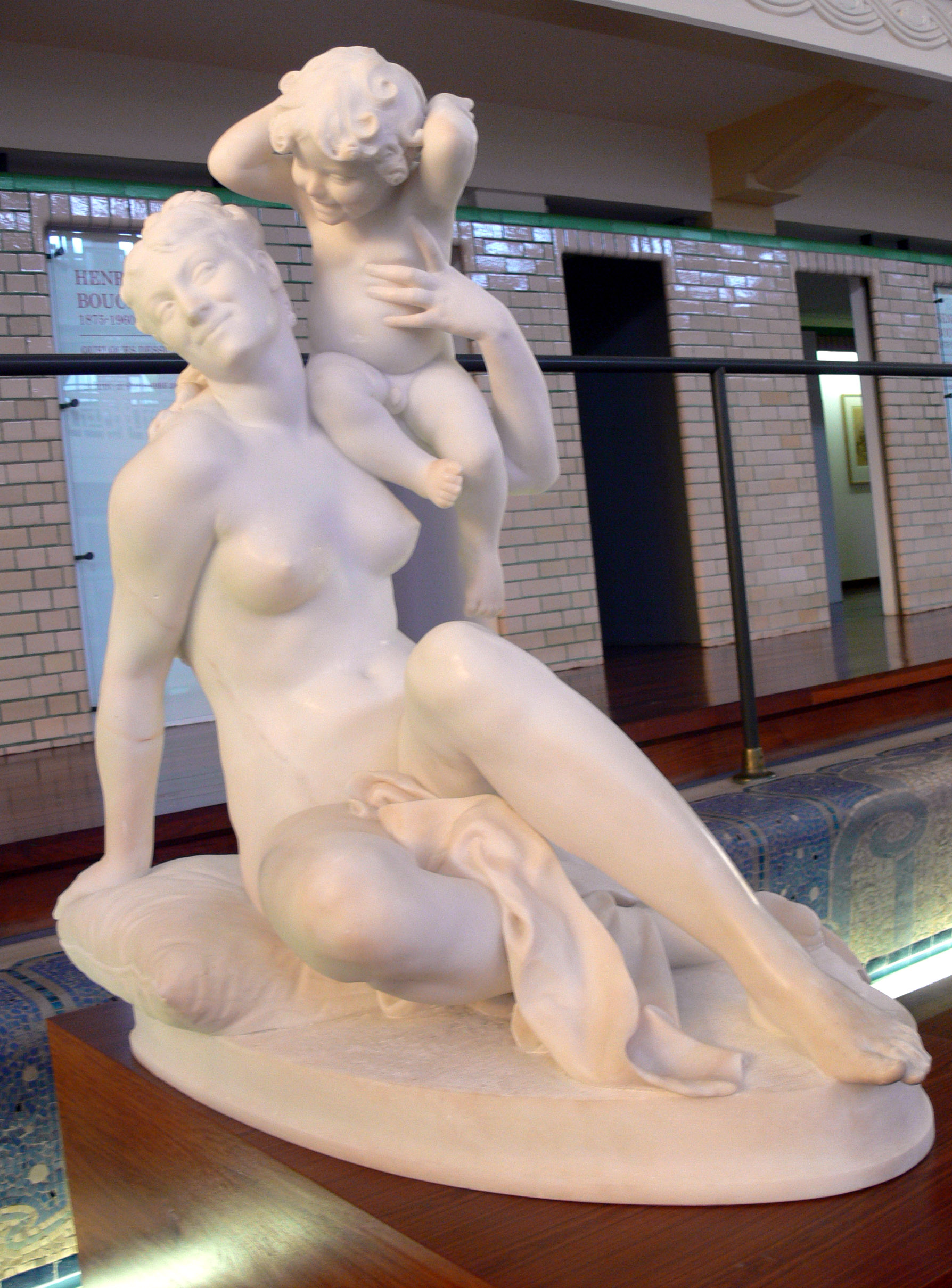
Mujer jugando con su hijo, La Piscina, Museo de Arte y de Industria (Roubaix).

## Biografía
Ganador del Gran Premio de Roma de escultura en 1875, fue pensionado en la villa Medicis de 1876 a 1879. Adquirió en vida una fama honrada, sus obras expuestas en los Salones siempre fueron comentadas por los críticos y los literatos de la época. 
Pertenece a esta generación de artistas injustamente olvidados del siglo XX. Su obra sin embargo lucha a favor de este artista de origen modesto, fue poco abundante pero variada: aborda con mismo ímpetu tanto el decorado monumental como la estatua de Salón, la menudencia y la edición de arte, policromía o el Art Nouveau. 
Esencialmente trabajó para encargos del Estado o individuos ricos, realizó varias esculturas de exterior como la Fontaine des Danaïdes en Marsella u ornamentales como La escritura en la Biblioteca Nacional, los frontones y los bajorrelieves para monumentos tales como el Petit Palais en París. Su trabajo muy diversificado, se hace ilustre sobre bustos, fuentes o techos de grandes restaurantes de París.
Entre las colecciones públicas de sus obras se destaca la del Museo de Orsay.

## Obras
- Mujer jugando con su hijo, mármol, 1880, adquirido por los Fondos Nacionales de Arte Contemporáneo en 1903, posteriormente cedido a La Piscine, Musée d'Art et d'Industrie (Roubaix).
- Sombras de Paolo y Francesca da Rimini, 1877, boceto para el Prix de Rome, escayola, Museo de Orsay París.
- Edipo en Colone, 1885, Museo de Orsay.
- La Musa de la fuente, 1900, fundición, mármol, bronce, Museo de Orsay.
- La Miseria, 1907, Jardín de las Tullerías en París.
- La Vid, tierra cocida, museo de Orsay.
- Busto de la señorita Rateau, yeso patinado.
- El grabado - La Gravure

figura alegórica de mármol en la Bibliothèque nationale de París (II Distrito).
El arco que da al patio está decorado con cuatro estatuas alegóricas. La impresión, Jules Jacques Labatut, y La moneda, Just Becquet, adornan el lado izquierdo, mientras que El grabado de Jean-Baptiste Hugues y Caligrafía, Jules Félix Coutan ocupan el lado derecho.